# Île des Embiez
L'île des Embiez (leis Embiers en provençal selon la norme classique ou leis Embiés selon la norme mistralienne, signifiant « l'ensemble des deux ») est une île française située à un kilomètre de Six-Fours-les-Plages près de Toulon. Elle est formée par la réunion des îles de la Tour Fondue (en fait, « fendue ») à l'Ouest et Saint-Pierre ou de la Pinède à l'Est, reliées par des limons et des alluvions. 
D'une superficie totale de 95 hectares environ, l'île des Embiez constitue l'élément principal de l'archipel des Embiez. Sur les alluvions reliant la Tour Fondue et Saint-Pierre ont été créés des marais salants dans lesquels, après la cessation de leur activité en 1937, a été creusé à partir de 1960 l'actuel port Saint-Pierre facilement accessible à partir du port du Brusc.

## Histoire

### Antiquité
Des fouilles archéologiques réalisées en 1976 sur la côte nord de la Tour Fondue de l'île des Embiez, ont montré une fréquentation de l'île dès le Ve siècle av. J.-C. De la vaisselle grecque de Marseille et des vestiges d'une alimentation à base de poissons et de fruits de mer ont été trouvés. Il s'agit probablement d'un campement de pêcheurs ou d'une escale de navigateurs.
Des fouilles sous-marines entreprises en 1998 au large de la Tour Fondue ont montré l'existence de plusieurs épaves : une ou peut-être deux épaves massaliotes et une gréco-italique. Les restes des amphores massaliètes remontent aux Ve et IVe siècles av. J.-C., tandis que ceux du chargement gréco-italique remontent à la fin du IIIe siècle av. J.-C. ou au début du IIe siècle av. J.-C. Dans ce dernier chargement ont été également trouvés les restes d'un squelette humain analysé par un laboratoire de Draguignan.
Il n'est pas impossible que l'archipel des Embiez corresponde à l'antique port grec d'Aemines cité, notamment, dans l'Itinéraire d'Antonin.

### Moyen Âge
Après les multiples invasions des pirates sarrasins du VIIIe au Xe siècle, les lieux deviennent plus sûrs ; les moines de l'abbaye Saint-Victor de Marseille exploitent alors des salins. La très faible profondeur de la mer entre les deux îles permettait de réaliser facilement les tables salantes par la construction de murets de pierres sèches. Dès 1068 les moines de Saint-Victor tiraient du sel de cette île.
Grégoire XI, dernier pape d'Avignon, ramène le siège de la papauté à Rome. Le 13 septembre 1376 la flottille pontificale quitte Avignon et remonte la Durance (la Durance n'est toujours pas navigable) et débarque à Orgon. De là, par voie de terre, la caravane gagne Marseille par Salon, Saint-Maximin et Auriol (curieux itinéraire qui suppose un passage par Aix-en-Provence et implique un large crochet dans le Var jusqu'à Saint-Maximim-la-Sainte-Baume avant de redescendre sur Auriol et Aubagne, et enfin rejoindre Marseille par l'Est). Le 2 octobre 1376 le pape quitte Saint-Victor et s'embarque pour Rome. Le mauvais temps oblige la flotte à relâcher dans la calanque de Port-Miou le 3 octobre. Après un nouveau départ, les bateaux sont obligés de se mettre à nouveau à l'abri : le lieu de cette nouvelle escale qui a lieu du 4 au 6 octobre varie suivant les auteurs. Il s'agirait pour certains de Sanary, qui s'appelait à l'époque Saint-Nazaire, pour d'autres ce serait l'île des Embiez qui était exploitée par les moines de Saint-Victor.

### Seigneurie des Embiez
En 1593 le roi Henri IV fait des Embiez un fief confié à la famille Lombard de Six-Fours qui prend le titre de seigneur de Sainte-Cécile. Les nouveaux seigneurs doivent fortifier l'archipel des Embiez et entreprennent en 1602 la construction d'un château. En 1695, après la visite de Vauban, sera construite une batterie qui prendra le nom de Saint-Pierre. Cette batterie peu entretenue sera remise en état en 1791 et on lui adjoindra une batterie secondaire, dite de « l'île des Ambiers ». Ce n'est que plus tard, en 1862, que l'on construira le fortin Saint-Pierre actuellement occupé par le musée et le laboratoire de biologie marine.

### Exploitation du sel et de la soude
Après diverses successions le domaine de l'île des Embiez échoit à Michel de Sabran, baron de Baudinard et seigneur de Montblanc. Il appartient à la maison de Sabran, illustre famille de Provence d'extraction chevaleresque, à laquelle appartient le couple mystique Elzéar de Sabran et Delphine de Sabran. La production de sel est irrégulière et souvent interrompue. À la Révolution, l'île est déclarée bien national.

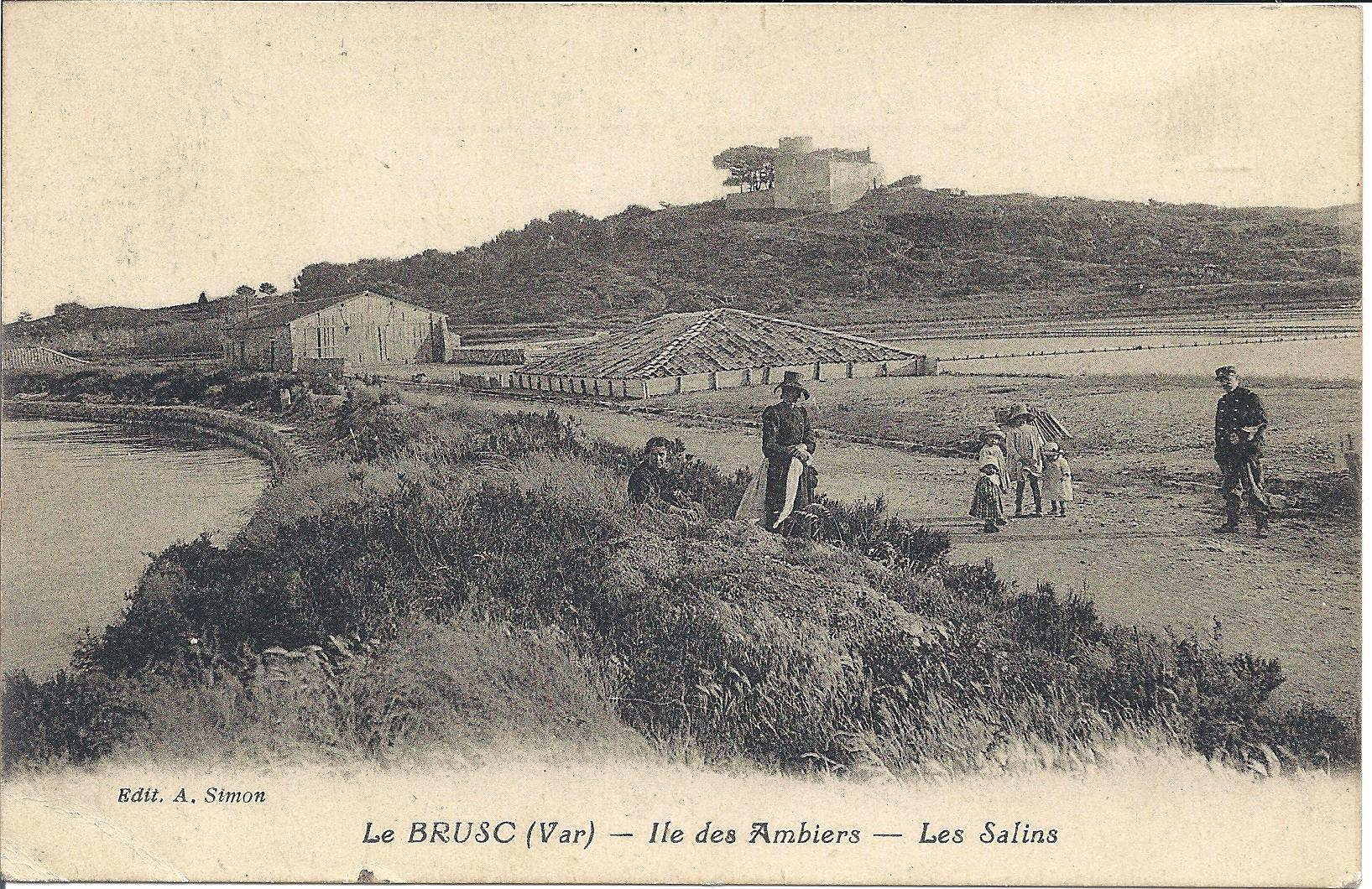
Salins des Embiez.

La production de sel se maintient, mais est relancée au début du XIXe siècle. En effet vers les années 1820/1830 le développement des besoins en soude entraîné par la fabrication du savon à Marseille est tel que la « soude verte » fabriquée à partir des plantes (Salicorne, Salsola) ne suffit plus. Les savonniers de Marseille s'intéressent alors à la soude artificielle produite par le procédé Leblanc. En 1827, les propriétaires des Embiez, un certain M. Cagniard, de Marseille, désire utiliser ce nouveau procédé pour fabriquer de la soude à partir du sel produit dans l'île. Il obtient l'autorisation par ordonnance du 2 mai 1827 du roi Charles X. Le procédé consiste à décomposer le sel marin par de l'acide sulfurique, ce qui produit du sulfate de soude avec dégagement d'acide chlorhydrique qui doit être soigneusement récupéré. Le sulfate de soude est ensuite traité par du charbon et de la craie pour obtenir le carbonate de soude. La fabrique fonctionne correctement pendant les trois premières années, puis, après un changement de propriétaire, la récupération du gaz chlorhydrique devient très défectueuse d'où de nombreuses plaintes dues aux dégâts sur la végétation environnante (figuiers, oliviers, vignes ...) sans parler des graves répercussions sur la santé des populations. L'usine de fabrication de soude est fermée définitivement par arrêté préfectoral du 14 juin 1847.
La production de sel se poursuit. À partir de 1872 la famille de Greling, propriétaire de l'île reprend l'exploitation des salins. En 1920, Ferdinand de Greling vend le domaine à la Société des Salins et pêcheries d'Hyères, dont le gérant est Pierre Gérard auquel succède son frère Émile. Les tables salantes sont au nombre de dix-neuf et s'étendent sur 200 m de longueur et 150 m de largeur pour une superficie de trois hectares et demi. La récolte annuelle est d'environ 1 200 tonnes en 1927, mais face à la concurrence des sites d'Aigues-Mortes ou des salins de Giraud, l'entretien et la gestion de ce petit site s'avèrent coûteux. La production baisse régulièrement pour atteindre 818 tonnes en 1934 et 110 tonnes en 1937, dernière année de production.

### XXesiècle

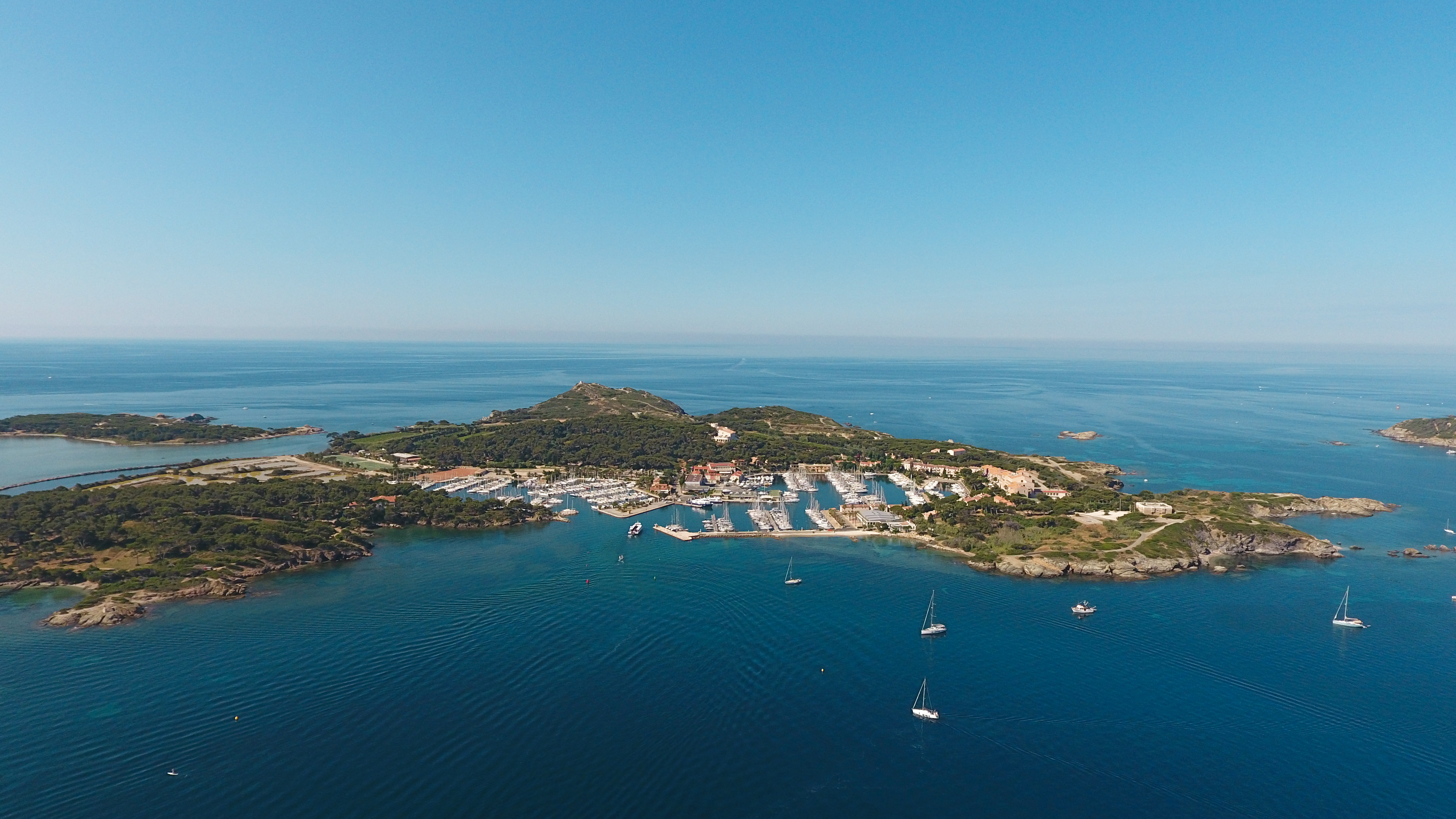
Les Embiez avec son port de 750 anneaux, ses commerces, ses hébergements, ses restaurant et sa nature.

L’île, dépourvue de sources permanentes, a longtemps été un pâturage salé accessible à gué depuis la presqu’île du Gaou. En 1938, un marin amateur de plongée, Philippe Tailliez, y rencontre un chasseur sous-marin de Sanary déjà réputé, Frédéric Dumas, et, un peu plus tard, y revient avec Jacques-Yves Cousteau. Le trio Tailliez-Cousteau-Dumas (que Tailliez surnommera en 1975, lors d’un anniversaire aux Embiez, « les Trois Mousquemers ») marquera l’histoire de la plongée.
Pendant la Seconde Guerre mondiale, se trouvant en congé d’armistice et disposant donc de temps, ils réalisèrent en 1942, avec des moyens de fortune et en apnée, aux Embiez et à la balise proche des Magnons, le premier film sous-marin français : Par dix-huit mètres de fond. On ne pouvait, pendant la guerre, plonger qu’avec l’autorisation de l’occupant et les deux marins allemands chargés de surveiller le trio pendant le tournage campaient sur une plage face à la balise des Magnons : la « plage des Allemands ». Ce film sera suivi l’année d’après par Épaves, cette fois avec le scaphandre autonome « Cousteau-Gagnan » inventé pour l’occasion, et avec les fonds de l'entreprise de renflouage marseillaise Marcellin. Pendant les dix années qui suivent la guerre, l’île n'est plus qu’un pâturage à chèvres.
En 1958, l’entrepreneur Paul Ricard achète l’île, et l’aménage dans les décennies qui suivent. Aujourd’hui l’île compte plusieurs hôtels et appartements disponibles à la location ainsi que de nombreux restaurants. Son port compte 750 anneaux et peut accueillir 150 bateaux en escale par jour.

## Milieu naturel

### Géologie

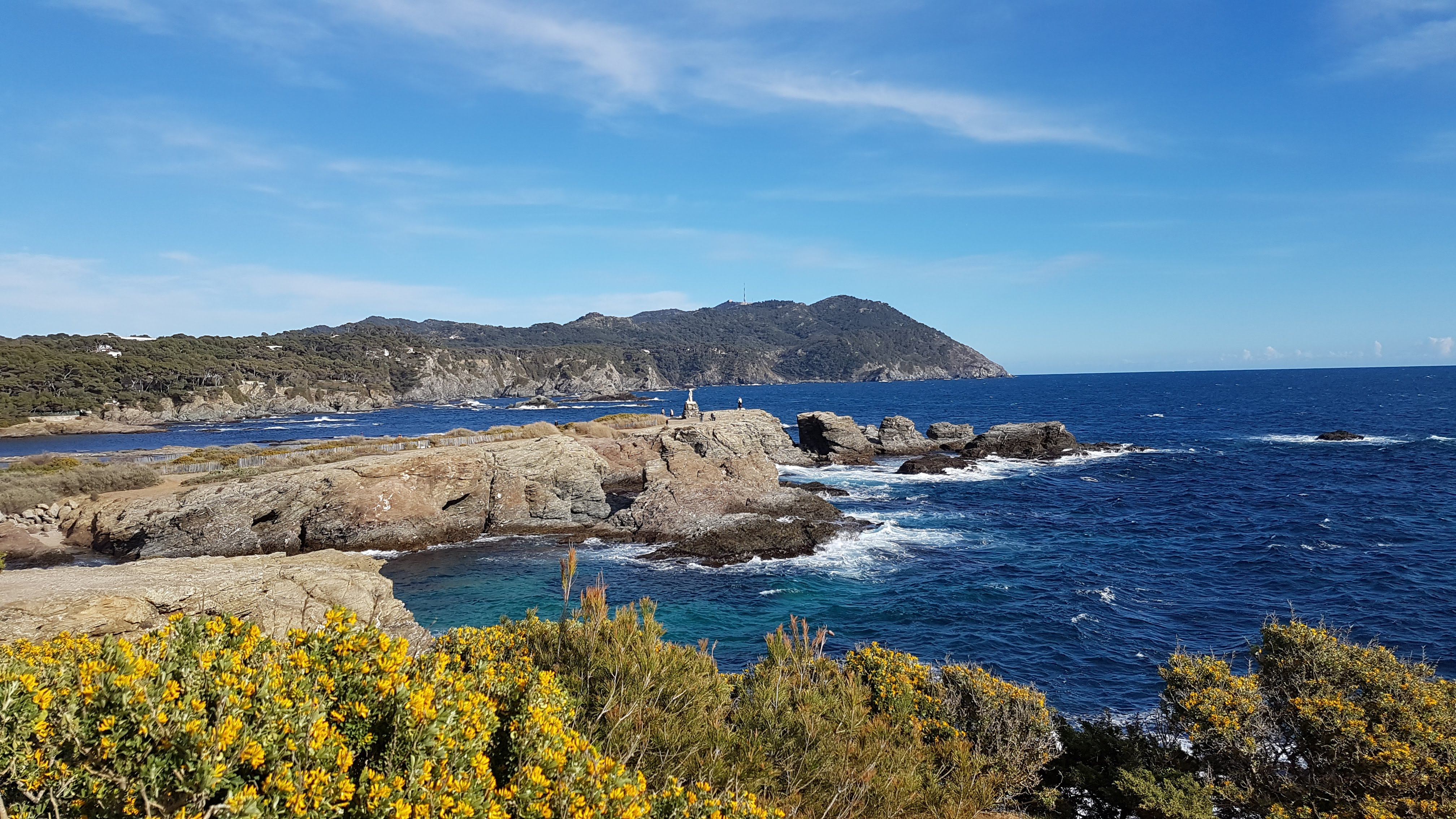
La côte sauvage de l'île du Gaou.

L'île des Embiez est essentiellement constituée par des terrains métamorphiques et des alluvions. La majeure partie de ces terrains sont des phyllades de la série inférieure de Six-Fours ; une faible partie de quartzites constitue une bande de terrain allant du château à la tour de la pointe de Cougoussa où se trouve le point culminant de l’île, le Baou de Cougoussa (+ 64.1 m). Entre les îles Saint-Pierre et de la Tour Fondue, les deux anciennes îles constituant celle des Embiez, se trouvent des alluvions récentes et des limons rubéfiés interglaciaires Riss-Würm dans lesquels ont été réalisés les anciens marais salants et le port de plaisance. Au sud de l’île, en arrière de la crique située entre la pointe de Cougoussa et celle du Grand Gaou, se trouve une petite zone d’alluvions de la moyenne terrasse de la glaciation du Riss.

### Climat
Le climat est typiquement méditerranéen avec des étés chauds et secs et des hivers doux. Les températures moyennes sont de 28 à 30 °C en juillet-août et de 11 à 14° en hiver. La pluviométrie moyenne est de 300 à 350 mm par an.

### Végétation
La végétation est typique du milieu méditerranéen avec des plantes halophiles, xérophiles et héliophiles qui s'adaptent respectivement aux milieux salés, à la sécheresse et à l’ensoleillement prononcé. On peut distinguer les zones suivantes :

#### Île de la Tour Fondue

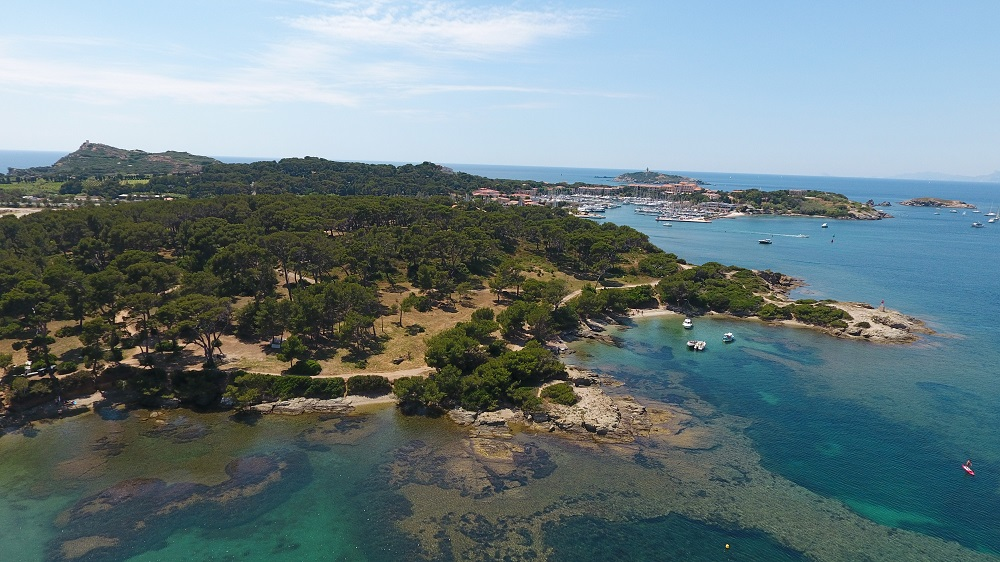
L'île des Embiez, avec sa pinède côté Canoubié.

Cette zone nord-est de l'île des Embiez est celle où l'on rencontre une formation arbustive composée essentiellement de pins d'Alep (Pinus halepensis), une des essences les plus typiques du milieu méditerranéen. Il est reconnaissable à son écorce lisse et gris argenté, puis crevassée, épaisse, rouge-brun assez foncé et riche en tanin qui servait, avant l'utilisation du nylon, à teindre les filets de pêche en fil de coton ou chanvre pour éviter leur pourrissement. Il y a également le chêne vert (Quercus ilex), mais sous forme arbustive, qui constituait la forêt climacique, c'est-à-dire la forêt qui existerait sans la pression humaine. Un autre arbuste fréquent est le chêne kermès (Quercus coccifera) qui tire son nom d'une espèce de cochenilles (Kermes vermilio) dont les femelles se fixent sur les rameaux : elles étaient autrefois récoltées pour fabriquer une teinture écarlate.
Les autres espèces arbustives rencontrées sont : le ciste à feuille de sauge (Cistus salviifolius), le filaire à feuille étroite (Phillyrea angustifolia), le pistachier lentisque (Pistacia lentiscus), l'oléastre (Olea europea), le romarin (Rosmarinus officinalis), le fragon petit houx (Ruscus aculeatus) et le genévrier de Phénicie (Juniperus phoenicea).
La strate herbacée est composée essentiellement des plantes suivantes : Brachypode rameux (Brachypodium retusum) ou Baouque en provençal, Hélianthème à goutte (Tuberaria guttata), Trèfle des prés (Trifolium pratense), Trèfle rampant (Trifolium repens), Silène de France (Silene gallica), Oseille commune (Rumex acetosa), Scille d'automne (Scilla autumnalis) ou Jacinthe étoilée, l'Orchis à longues bractées (Loroglossum longibracteatum ou Barlia robertiana)

#### Façade ouest et sud
Près des rochers du bord de mer se trouve une végétation très adaptée à l'ensoleillement, à la sécheresse et au sel apporté par les embruns. Elle se compose notamment des plantes suivantes : la Petite Saladelle (Limonium minutum) plante protégée au niveau national avec une tige souterraine dure et ligneuse, la Criste marine ou perce-pierre (Crithmum maritimum) dont les feuilles confites dans du vinaigre peuvent être consommées, l'Euphorbe pin ou Euphorbe sapinette (Euphorbia pithyusa), le Séneçon cinéraire ou cinéraire maritime (Jacobaea cineraria), l'Alysson maritime ou corbeille d'argent (Lobularia maritima), excellente plante mellifère, la Carotte sauvage (Daucus carota) aux fleurs blanches groupées en ombelle dont la fleur centrale est souvent pourpre et le Lotier d'Allioni (Lotus cytisoides). On trouve également des Griffes de sorcières (Carpobrotus edulis). C'est une plante grasse rempante ou pendante formant de grands tapis. Son nom "Carpobrotus" vient du grec Karpos=fruit et brotos=comestible car son fruit, appelé parfois figue des Hottentots, peut effectivement être consommé. Cette plante originaire d'Afrique du Sud est très envahissante et pose un grave problème écologique car elle compromet la survie d'espèces endémiques et protégées.
En s'éloignant de la mer on trouve la Passerine hérissée (Thymelea hirsuta), le Plantain à feuilles en alène (Plantago subulata) en forme de tapis serré sur les rochers, l'Immortelle commune (Helichrysum stoechas). Les espèces arbustives sont : l'oléastre ou olivier sauvage, le Pistachier lentisque (Pistacia lentiscus), le Genévrier de Phénicie, la Salsepareille (Smilax aspera) plante à fleur dioïque, c'est-à-dire qu'il existe des plants mâles et des plants femelles. Plus à l'intérieur on trouve le Nerprun alaterne (Rhamnus alaternus) arbrisseau à croissance lente et de longévité considérable, le Filaire à large feuille (Phillyrea latifolia), le Calicotome épineux (Calicottome spinosa) ou Argeïras, la Lavande stéchade (Lavandula stoechas) ou Lavande à toupet ou Lavande des îles d'Hyères, le Chèvrefeuille des Baléares (Lonicera implexa), le ciste cotonneux (Cistus albidus) ou ciste blanc au nom mal choisi puisque les fleurs sont roses bien que les feuilles soient couvertes d'un léger duvet blanchâtre, le Ciste de Montpellier (Cistus monspeliensis) aux fleurs blanches beaucoup plus petites que la variété précédente, le Ciste à feuille de sauge (Cistus salviifolius) et le Romarin officinal (Rosmarinus officinalis).

## Activités économiques et touristiques

### Culture de la vigne
Un domaine viticole, d'une superficie de 10 ha environ, produit des vins labellisés BIO AOP (Appellation d'Origine Protégée) Côtes-de-provence rosé et des vins du Var (IGP) (Indication Géographique Protégée) - appelés Vins de pays du Var jusqu'en 2009 - en rosé, blanc et rouge. Les cépages sont le merlot, le cabernet sauvignon, le grenache, le cinsault, l'ugni blanc, le rolle, la syrah et le sauvignon blanc. La production annuelle varie de 30 000 à 40 000 bouteilles. Ainsi, la cave du domaine de l’île des Embiez propose un rosé réputé, un rouge intense et un blanc aux notes d'agrumes intéressantes.

### Le port de plaisance
Enchâssé dans le nord de l'île et creusé dans une partie des anciens marais salants, le port de plaisance des Embiez est un mouillage parfait quelles que soient les conditions météorologiques. Le port dispose de 750 anneaux et peut accueillir des navires de 40 m de longueur ; la profondeur des bassins varie de -3 m à -1 m. Il est équipé d'une station de distribution de carburant disponible en permanence, d'un bassin de carénage pouvant accueillir des navires de 35 tonnes, de 3 points d'accès aux douches et sanitaires ainsi que d'une distribution d'eau douce et d'électricité sur les quais.
Les gestionnaires du port sont attentifs au respect de l'environnement. Un dispositif a été mis en place pour récupérer les eaux grises (eaux usées ménagères provenant des douches et du lavage du linge ou de la vaisselle) et les eaux noires (eaux usées issues des toilettes) en provenance des bateaux. Cette politique a permis au port des Embiez d'obtenir en 2014 et pour la dixième année consécutive le label Pavillon bleu. Ce label récompense chaque année les ports de plaisance qui mènent de façon permanente une politique durable en faveur de l'environnement. Il est également labellisé "Pavillon Bleu" et certifié ISO 14001.

### Liaisons maritimes

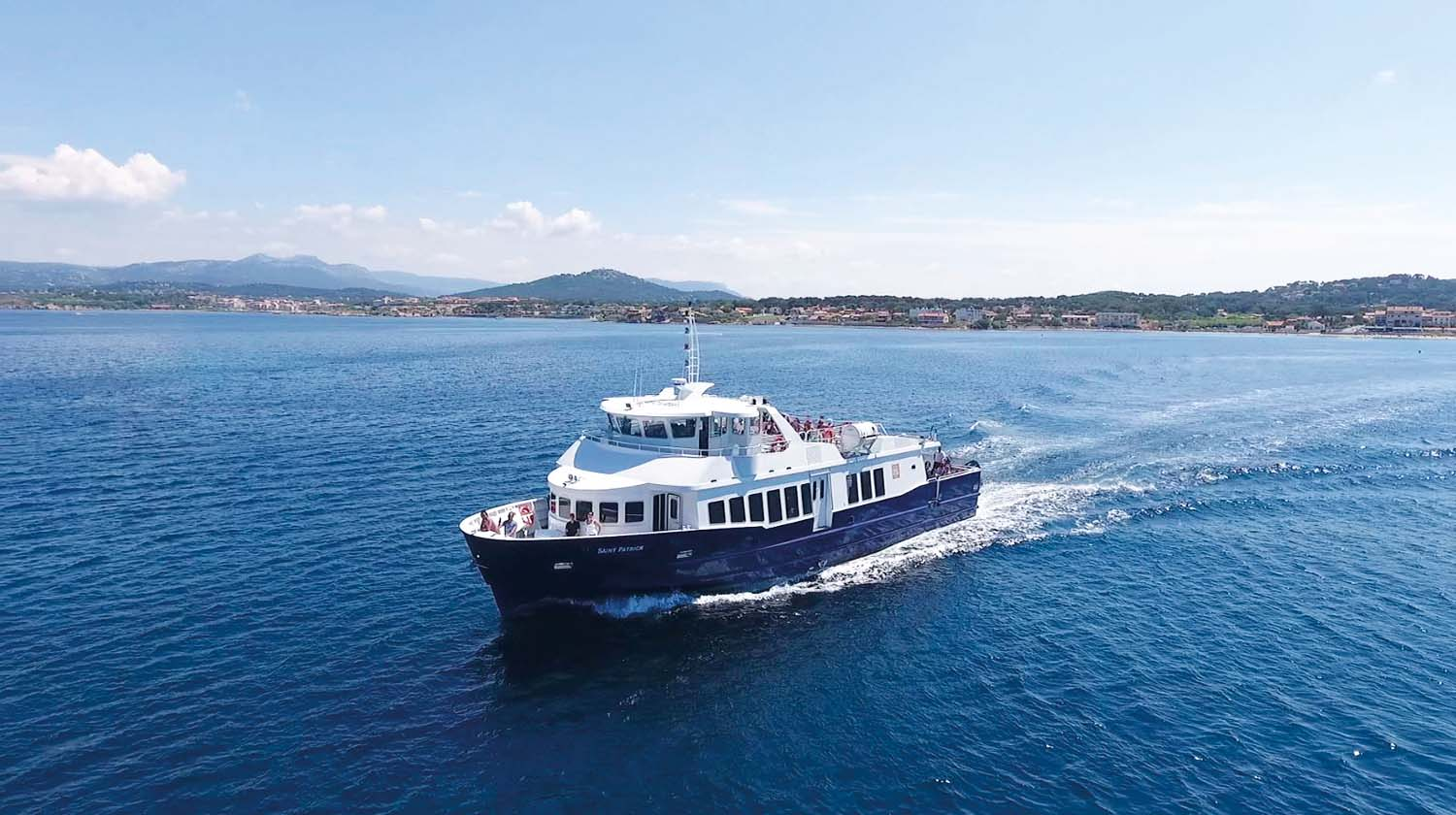
Le Saint Patrick, traversée depuis Le Brusc à l'île des Embiez.

Les liaisons maritimes sont une source importante de revenus pour la S.A Ricard, propriétaire de l'île. Elle exploite en exclusivité les liaisons maritimes entre l'île et le continent.

## Lieux et monuments

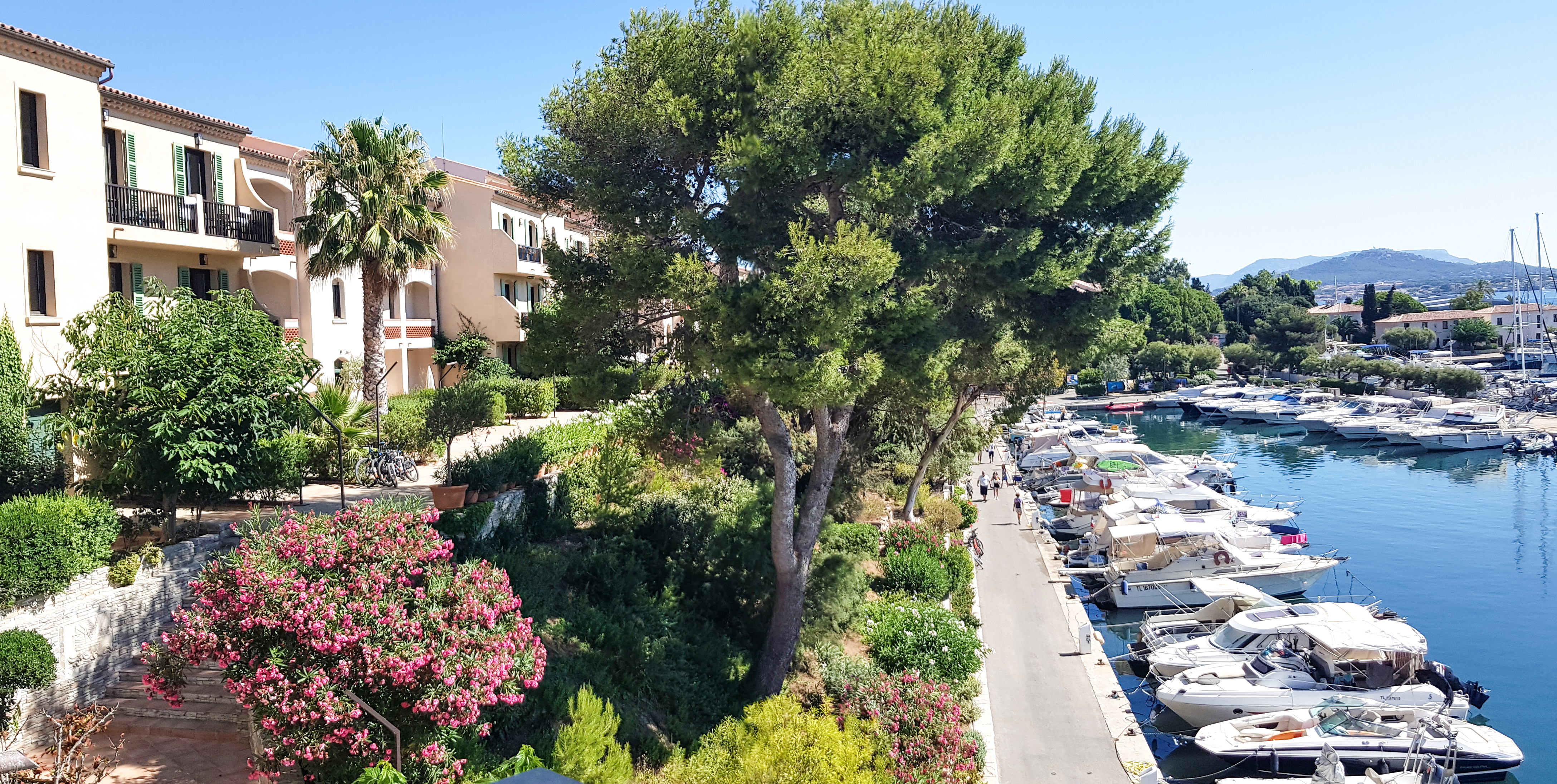
Hébergements de l'île, hôtel et appartements construits par Paul Ricard.

Toute l’île a été façonnée dans un style bucolique cher à Paul Ricard, qui donne à l'île son cachet. La circulation automobile y est très limitée : Paul Ricard a d’ailleurs mis à disposition de ses employés présents sur l’île des voiturettes et mobylettes électriques.
L'île possède :
- un hôtel 4*
- environ 150 appartements disponibles à la location
- un mas provençal privatisable
- 8 restaurants
- un food-truck
- une boulangerie-traiteur
- des salles de séminaires et de réception
- des arènes (qui accueillent des événements)
- un guichet de poste ouvert en été uniquement
- une supérette Casino Shop
- des boutiques
- un distributeur automatique de billets à la capitainerie.

Diverses activités nautiques et terrestres sont proposées telles que la plongée, le kayak, le paddle et le tennis. La location de vélos et de bateaux sont possibles sur l’île, ainsi que la possibilité de faire une visite commentée de l’île en petit train.
Le fort Saint-Pierre abrite l'Institut océanographique Paul Ricard, qui étudie la biodiversité marine et entreprend des recherches en aquaculture et sur les effets de la pollution marine. 
Nardo Vicente et Alain Bombard y ont travaillé.
Paul Ricard et son fils Patrick Ricard sont tous deux inhumés sur l'île, face à la mer.
De plus, l’île est également un refuge de la Ligue pour la protection des oiseaux (LPO).

## Accès

### Par navette maritime
Depuis Le Brusc (toute l'année) et Sanary-sur-mer (juillet et août).

### Par bateau
Débarquement au port de plaisance pour les navires de plaisance ou accostage possible avec une embarcation légère (par exemple un kayak), face à l'île du Grand Gaou. Des arbres permettent d'arrimer l'embarcation avec une simple amarre.

### À pied, à la nage
Depuis la pointe Nord de l'île du Grand Gaou (accessible par le continent via un pont piéton) jusqu'à l'île des Embiez, le détroit a 150 mètres de large et sa profondeur ne dépasse pas 1,80 m de sorte qu'il est physiquement possible de se rendre sur l'île des Embiez à la nage ou à pied. Toutefois la traversée de ce détroit est interdite afin de limiter la surfréquentation et de préserver la faune et la flore de l'île des Embiez et de ses abords sous-marins. Pour financer cette préservation, les contrevenants sont priés d'acquitter un droit d'entrée auprès des agents qui surveillent le détroit, et qui sont aussi des sauveteurs capable de secourir des personnes en difficulté.